# Narada Productions
Narada es una compañía discográfica estadounidense fundada en 1983 como sello especializado en música new-age distribuido por MCA Records. El sello es propiedad de Universal Music Group y es distribuido actualmente por Blue Note Records. Sus publicaciones comprenden diversos estilos musicales como world music, jazz, música celta o flamenco.

## Historia
A finales de la década de 1980 y comienzos de los 90, Narada creó numerosos sellos subsidiarios para diferenciar su oferta comercial, entre los que destacaron Sona Gaia, Antiquity Records, Rising Sun Records, Narada World, Narada Lotus, Narada Equinox, Narada Jazz, and Narada Mystique. En 1997 Narada fue adquirida por EMI, que puso a la compañía bajo la dirección de Virgin Records.
Desde su adquisición por EMI, Narada fue el principal distribuidor en Estados Unidos de las publicaciones de Real World Records. Los sellos subsidiarios fueron retirados y todo el material publicado se hizo bajo la etiqueta Narada. Higher Octave, que fue absorbido en 2004 por Narada y se mantuvo como sello subsidiario, aunque conservando solo el nombre, no el personal. La lista de artistas asociados al sello Higher Octave también se redujo considerablemente como parte del acuerdo. Durante los primeros años de la década de 2000, Narada creó un sello subsidiario de corta trayectoria llamado Shakti Records para el lanzamiento de música electrónica chill-out. Back Porch Records, sello especializado en música folk y Americana, fue adquirido por EMI en 1997 y también operó como subsidiario de Narada.
En 2005, Narada ocupó el cuarto puesto de la lista elaborada por la revista Billboard de los sellos más relevantes del año especializados en jazz contemporáneo.
En 2006, la sede de la compañía fue trasladada por EMI desde Glendale, Wisconsin a Nueva York, para formar parte de la ampliación de Blue Note Records, junto con otros sellos históricos como Mosaic Records, Capitol Jazz, Roulette Jazz, Pacific Jazz, Manhattan Records, Angel Records y Metro Blue. Todos los sellos conservaron sus etiquetas y Narada fue consolidado como sello especializado en jazz contemporáneo, haciéndose cargo de las publicaciones de música New Age el sello subsidiario Higher Octave. 

## Artistas
Entre los artistas que han grabado y publicado con Narada Productions se encuentran Charlie Musselwhite, Azam Ali, Altan, Ancient Future, David Arkenstone, Peter Buffett, Doug Cameron, Paul Cardall, Colin Chin, Jesse Cook, Joyce Cooling, John Doan, Down to the Bone, Lila Downs, Dean Evenson, Alasdair Fraser, Michael Gettel, Ralf Illenberger, Michael Jones, Bradley Joseph, David Lanz, Nando Lauria, Tony Levin, Oscar López, Jeff Lorber, Billy McLaughlin, Robert Miles, Keiko Matsui, Kathy Mattea, Judith Pintar, Kate Price, Don Ross, Bernardo Rubaja, Nancy Rumbel, Richard Souther, Paul Speer, Miriam Stockley, David Sylvian, Eric Tingstad, Tingstad & Rumbel, Trapezoid, Artie Traum, Vas, Andrew White, Friedemann Witecka, Wayne Gratz, William Ellwood, Carol Nethen, Randy Ross, Spencer Brewer, Bruce Mitchell, Jim Jacobsen, Martin Kolbe, Brian Mann, Peter Maunu, y Hans Zimmer.

## Álbumes recopilatorios
- 20 Years of Narada Piano
- Grand Piano (Narada Anniversary Collection)
- Gypsy Passion: New Flamenco
- Narada Smooth Jazz
- Stories (Narada Artist Collection)
- The Next Generation – Narada Sampler
- Narada Film and Television Music Sampler (1998)
- The Wilderness Collection (1990)